# Vlag van Madagaskar

Vlag van Madagaskar (ratio 2:3)

De vlag van Madagaskar werd aangenomen op 14 oktober 1958.
De kleur groen staat voor de kustbewoners van het land, terwijl de kleuren rood en wit staan voor de Zuidoost-Aziatische afkomst van een groot deel van de bevolking. Deze kleuren zien we dan ook terug op veel vlaggen van Oost- en Zuidoost-Aziatische landen.

## Historische vlaggen
Rond 1540 kwam het Koninkrijk Imerina op en veroverde in de loop der tijd het grootste deel van Madagaskar. Het werd met financiële steun van Groot-Brittannië een onafhankelijk land, maar in 1882 werd Madagaskar tot Frans protectoraat verklaard. Hierop kwam het koninkrijk met Frankrijk in oorlog; in 1897 werd Madagaskar een Franse kolonie onder de naam Frans-Madagaskar. In 1960 werd het land onafhankelijk onder de naam Malagassische Republiek. De huidige vlag was reeds in 1958 aangenomen.

? Vlag van het Koninkrijk Imerina (1787-1885)
? Vlag van het Franse Protectoraat Madagaskar (1885-1896)